# Mara Lagriminha Coelho
Mara Lúcia Lagriminha Coelho (16 de junho de 1985) é uma jurista, deputada e política portuguesa. Ela é deputada à Assembleia da República na XIV legislatura pelo Partido Socialista.